# Superpuchar Niemiec w piłce nożnej
Superpuchar Franza Beckenbauera (niem. Franz Beckenbauer Supercup), do 2024 roku Superpuchar Niemiec w piłce nożnej (niem. DFB-Supercup/DFL-Supercup) – trofeum przyznawane zwycięskiej drużynie meczu rozgrywanego pomiędzy aktualnym Mistrzem Niemiec oraz zdobywcą Pucharu Niemiec w danym sezonie (jeżeli ta sama drużyna wywalczyła zarówno mistrzostwo, jak i puchar kraju to jej przeciwnikiem zostaje wicemistrz kraju).

## Historia

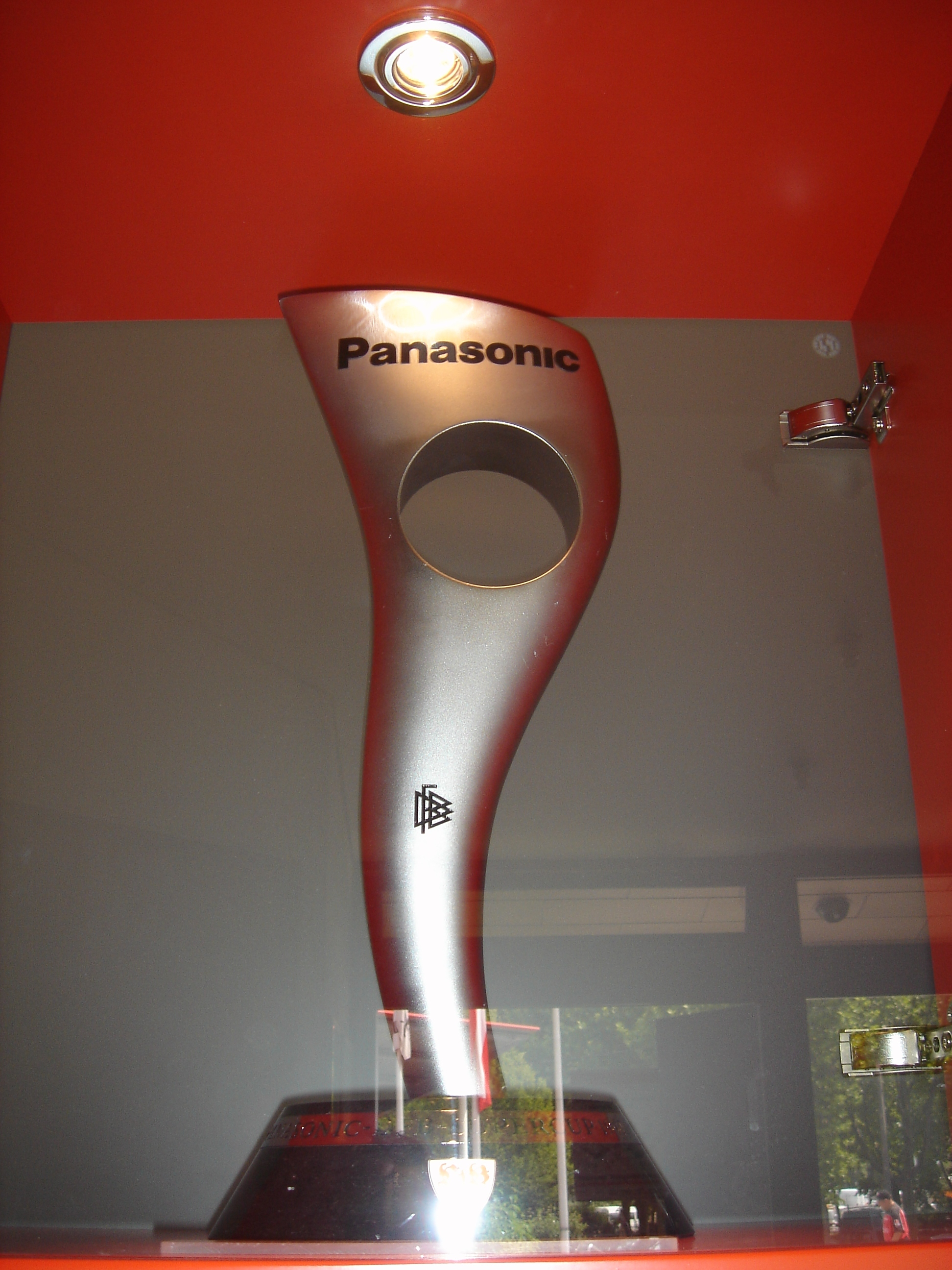
Superpuchar Niemiec zdobyty przez VfB Stuttgart w 1992 roku

W sezonie 1987 odbył się pierwszy oficjalny mecz o Superpuchar Niemiec. Pierwszy pojedynek rozegrano 28 lipca 1987 roku. W tym meczu mistrz Niemiec, Bayern Monachium pokonał 2:1 zwycięzcę Pucharu kraju, Hamburger SV. Ale już wcześniej, w 1941 roku pod nazwą Herausforderungskampf rozegrano mecz pomiędzy zwycięzcą Pucharu Tschammera Dresdner SC a mistrzem Niemiec FC Schalke 04.
W latach 1977 i 1983 po raz pierwszy z inicjatywy klubów odbyły się nieoficjalne rozgrywki pod nazwą Superpuchar DFB. Rywalizowali ze sobą mistrzowie Niemiec i zdobywcy Pucharu DFB z 1976 i 1982 roku.
W 1997 rozgrywki o Superpuchar DFB zostały zastąpione przez Puchar Ligi Niemieckiej.
Superpuchar Niemiec powrócił w 2008, kiedy to nieoficjalnie rozegrano spotkanie pomiędzy Bayernem Monachium (mistrz i zdobywca pucharu) oraz Borussią Dortmund (finalista pucharu). Stało się tak z powodu, że przez Mistrzostwa Europy 2008 nie mógł odbyć się Puchar Ligi Niemieckiej z powodu problemów z harmonogramem. Jednak wniosek o organizację tej gry został odrzucony przez DFL. Dlatego Supercup 2008 odbył się tylko nieoficjalnie jako T-Home Supercup. Dortmund wygrał 2:1 na Signal Iduna Park.
Puchar Ligi nie odbył się również w 2009 roku, ponieważ DFL najpierw chciał wyjaśnić możliwy wzrost pierwszej i drugiej Bundesligi przed reformą Pucharu Ligi.
W 2010 reaktywowano współzawodnictwo o Superpuchar Niemiec pod egidą Fußballverband e.V. (DFL, Piłkarski Związek Ligi).
20 grudnia 2024 roku podjęto decyzję o zmianie nazwy Superpucharu Niemiec na Superpuchar Franza Beckenbauera. Miało to na co uhonorowanie zmarłego na początku 2024 roku mistrza świata i Europy oraz dwukrotnego zdobywcy Złotej Piłki.

## Format
Mecz o Superpuchar Niemiec rozgrywany jest przed rozpoczęciem każdego sezonu. W przypadku remisu po upływie regulaminowego czasu gry, od razu zarządzana jest seria rzutów karnych (do 2010 przeprowadzana była jeszcze dogrywka). 

## Zwycięzcy i finaliści
| Sezon                                                              | K | K | T  | Zwycięzca                | Wynik            | Finalista                | Data, miejsce                                    | Uwagi                                                                                           |
| Mecz Wyzwania (niem. Herausforderungskampf)                        |   |   |    |                          |                  |                          |                                                  |                                                                                                 |
| 1941                                                               |   |   | 1  | Dresdner SC              | 4:2              | FC Schalke 04            | 16.03.1941, DSC-Stadion, Drezno                  | nieof.                                                                                          |
| Superpuchar Niemieckiego Związku Piłki Nożnej (niem. DFB-Supercup) |   |   |    |                          |                  |                          |                                                  |                                                                                                 |
| 1977                                                               |   |   | 1  | Borussia Mönchengladbach | 3:2              | Hamburger SV             | 08.01.1977, Volksparkstadion, Hamburg            | nieof.                                                                                          |
| 1983                                                               |   |   | 1  | Bayern Monachium         | 1:1 (k. 4:2)     | Hamburger SV             | 02.04.1983, Olympiastadion, Hamburg              | nieof.                                                                                          |
| 1987                                                               |   |   | 1  | Bayern Monachium         | 2:1              | Hamburger SV             | 28.07.1987, Waldstadion, Frankfurt               |                                                                                                 |
| 1988                                                               |   |   | 1  | Werder Brema             | 2:0              | Eintracht Frankfurt      | 20.07.1988, Waldstadion, Frankfurt               |                                                                                                 |
| 1989                                                               |   |   | 1  | Borussia Dortmund        | 4:3              | Bayern Monachium         | 25.07.1989, Fritz-Walter-Stadion, Kaiserslautern |                                                                                                 |
| 1990                                                               |   |   | 2  | Bayern Monachium         | 4:1              | 1. FC Kaiserslautern     | 21.07.1990, Wildparkstadion, Karlsruhe           |                                                                                                 |
| 1991                                                               |   |   | 1  | 1. FC Kaiserslautern     | 3:1              | Werder Brema             | 6.08.1991, Niedersachsenstadion, Hannover        | Przed finałem rozegrano dwa półfinały, w których odpadły Eisenhüttenstadt i Hansa Rostock z NRD |
| 1992                                                               |   |   | 1  | VfB Stuttgart            | 3:1              | Hannover 96              | 11.08.1992, Niedersachsenstadion, Hannover       |                                                                                                 |
| 1993                                                               |   |   | 2  | Werder Brema             | 2:2 pd. (k. 7:6) | Bayer 04 Leverkusen      | 1.08.1993, Ulrich-Haberland-Stadion, Leverkusen  |                                                                                                 |
| 1994                                                               |   |   | 3  | Werder Brema             | 3:1 pd.          | Bayern Monachium         | 7.08.1994, Olympiastadion, Monachium             |                                                                                                 |
| 1995                                                               |   |   | 2  | Borussia Dortmund        | 1:0              | Borussia Mönchengladbach | 5.08.1995, Rheinstadion, Düsseldorf              |                                                                                                 |
| 1996                                                               |   |   | 3  | Borussia Dortmund        | 1:1 pd. (k. 4:3) | 1. FC Kaiserslautern     | 5.08.1996, Carl-Benz-Stadion, Mannheim           |                                                                                                 |
| 1997–2007                                                          |   |   |    |                          |                  |                          |                                                  | nie rozgrywano                                                                                  |
| Superpuchar T-Home (niem. T-Home Supercup)                         |   |   |    |                          |                  |                          |                                                  |                                                                                                 |
| 2008                                                               |   |   | 1  | Borussia Dortmund        | 2:1              | Bayern Monachium         | 23.07.2008, Signal Iduna Park, Dortmund          | nieof.                                                                                          |
| 2009                                                               |   |   | 1  | Werder Brema             | 2:1              | VfL Wolfsburg            | 20.07.2009, Volkswagen Arena, Wolfsburg          | nieof.                                                                                          |
| Superpuchar Niemieckiej Ligi Piłki Nożnej (niem. DFL-Supercup)     |   |   |    |                          |                  |                          |                                                  |                                                                                                 |
| 2010                                                               |   |   | 3  | Bayern Monachium         | 2:0              | FC Schalke 04            | 7.08.2010, Impuls arena, Augsburg                |                                                                                                 |
| 2011                                                               |   |   | 1  | FC Schalke 04            | 0:0 (k. 4:3)     | Borussia Dortmund        | 23.07.2011, Veltins-Arena, Gelsenkirchen         |                                                                                                 |
| 2012                                                               |   |   | 4  | Bayern Monachium         | 2:1              | Borussia Dortmund        | 12.08.2012, Allianz Arena, Monachium             |                                                                                                 |
| 2013                                                               |   |   | 4  | Borussia Dortmund        | 4:2              | Bayern Monachium         | 27.07.2013, Signal Iduna Park, Dortmund          |                                                                                                 |
| 2014                                                               |   |   | 5  | Borussia Dortmund        | 2:0              | Bayern Monachium         | 13.08.2014, Signal Iduna Park, Dortmund          |                                                                                                 |
| 2015                                                               |   |   | 1  | VfL Wolfsburg            | 1:1 (k. 5:4)     | Bayern Monachium         | 1.08.2015, Volkswagen Arena, Wolfsburg           |                                                                                                 |
| 2016                                                               |   |   | 5  | Bayern Monachium         | 2:0              | Borussia Dortmund        | 14.08.2016, Signal Iduna Park, Dortmund          |                                                                                                 |
| 2017                                                               |   |   | 6  | Bayern Monachium         | 2:2 (k. 5:4)     | Borussia Dortmund        | 5.08.2017, Signal Iduna Park, Dortmund           |                                                                                                 |
| 2018                                                               |   |   | 7  | Bayern Monachium         | 5:0              | Eintracht Frankfurt      | 12.08.2018, Commerzbank-Arena, Frankfurt         |                                                                                                 |
| 2019                                                               |   |   | 6  | Borussia Dortmund        | 2:0              | Bayern Monachium         | 3.08.2019, Signal Iduna Park, Dortmund           |                                                                                                 |
| 2020                                                               |   |   | 8  | Bayern Monachium         | 3:2              | Borussia Dortmund        | 30.09.2020, Allianz Arena, Monachium             |                                                                                                 |
| 2021                                                               |   |   | 9  | Bayern Monachium         | 3:1              | Borussia Dortmund        | 17.08.2021, Signal Iduna Park, Dortmund          |                                                                                                 |
| 2022                                                               |   |   | 10 | Bayern Monachium         | 5:3              | RB Lipsk                 | 30.07.2022, Red Bull Arena, Lipsk                |                                                                                                 |
| 2023                                                               |   |   | 1  | RB Lipsk                 | 3:0              | Bayern Monachium         | 12.08.2023, Allianz Arena, Monachium             |                                                                                                 |
| 2024                                                               |   |   | 1  | Bayer 04 Leverkusen      | 2:2 (k. 4:3)     | VfB Stuttgart            | 17.08.2024, BayArena, Leverkusen                 |                                                                                                 |
| 2025                                                               |   |   | 11 | Bayern Monachium         | 2:1              | VfB Stuttgart            | 16.08.2025, MHPArena, Stuttgart                  |                                                                                                 |

Uwagi:

- wytłuszczono i kursywą oznaczone zespoły, które w tym samym roku wywalczyły mistrzostwo i Puchar kraju (dublet),
- wytłuszczono zespoły, które zdobyły mistrzostwo kraju,
- kursywą oznaczone zespoły, które zdobyły Puchar kraju.

## Statystyka

### Klasyfikacja według klubów
W dotychczasowej historii finałów o Superpuchar Niemiec na podium oficjalnie stawało w sumie 13 drużyn. Liderem klasyfikacji jest Bayern Monachium, który zdobył trofeum 11 razy.
Stan na 16.08.2025. 
| Lp. | Klub                     | Zdobywca | Finalista        | Zwycięskie sezony                  | Przegrane finały                   |    |   |                                                                  |                                          |
| --- | ------------------------ | -------- | ---------------- | ---------------------------------- | ---------------------------------- | -- | - | ---------------------------------------------------------------- | ---------------------------------------- |
| Lp. | Klub                     | 1.       | Bayern Monachium | Zwycięskie sezony                  | Przegrane finały                   | 11 | 7 | 1987, 1990, 2010, 2012, 2016, 2017, 2018, 2020, 2021, 2022, 2025 | 1989, 1994, 2013, 2014, 2015, 2019, 2023 |
| 2.  | Borussia Dortmund        | 6        | 6                | 1989, 1995, 1996, 2013, 2014, 2019 | 2011, 2012, 2016, 2017, 2020, 2021 |    |   |                                                                  |                                          |
| 3.  | Werder Brema             | 3        | 1                | 1988, 1993, 1994                   | 1991                               |    |   |                                                                  |                                          |
| 4.  | 1. FC Kaiserslautern     | 1        | 2                | 1991                               | 1990, 1996                         |    |   |                                                                  |                                          |
| 4.  | VfB Stuttgart            | 1        | 2                | 1992                               | 2024, 2025                         |    |   |                                                                  |                                          |
| 6.  | FC Schalke 04            | 1        | 1                | 2011                               | 2010                               |    |   |                                                                  |                                          |
| 6.  | RB Leipzig               | 1        | 1                | 2023                               | 2022                               |    |   |                                                                  |                                          |
| 6.  | Bayer 04 Leverkusen      | 1        | 1                | 2024                               | 1993                               |    |   |                                                                  |                                          |
| 9.  | VfL Wolfsburg            | 1        | 0                | 2015                               |                                    |    |   |                                                                  |                                          |
| 10. | Eintracht Frankfurt      | 0        | 2                |                                    | 1988, 2018                         |    |   |                                                                  |                                          |
| 11. | Hamburger SV             | 0        | 1                |                                    | 1987                               |    |   |                                                                  |                                          |
| 11. | Hannover 96              | 0        | 1                |                                    | 1992                               |    |   |                                                                  |                                          |
| 11. | Borussia Mönchengladbach | 0        | 1                |                                    | 1995                               |    |   |                                                                  |                                          |

### Klasyfikacja według miast
Stan na 16.08.2025.
| Miasto         | Liczba tytułów | Kluby                    |
| -------------- | -------------- | ------------------------ |
| Monachium      | 11             | Bayern Monachium (11)    |
| Dortmund       | 6              | Borussia Dortmund (6)    |
| Brema          | 3              | Werder Brema (3)         |
| Gelsenkirchen  | 1              | FC Schalke 04 (1)        |
| Kaiserslautern | 1              | 1. FC Kaiserslautern (1) |
| Stuttgart      | 1              | VfB Stuttgart (1)        |
| Wolfsburg      | 1              | VfL Wolfsburg (1)        |
| Lipsk          | 1              | RB Leipzig (1)           |
| Leverkusen     | 1              | Bayer 04 Leverkusen (1)  |

### Klasyfikacja według kwalifikacji
| Tytuł                     | Zwycięstw | Finałów |
| ------------------------- | --------- | ------- |
| Mistrz Niemiec            | 15        | 9       |
| Zdobywca Pucharu Niemiec  | 13        | 12      |
| Finalista Pucharu Niemiec | 4         | 3       |

### Rekordy
Poniżej lista trzech zawodników z największą ilością rozegranych meczów w Superpucharze.
Stan na 31.07.2022.
| Lp. | Piłkarz            | Klub                                        | Meczów |
| --- | ------------------ | ------------------------------------------- | ------ |
| 1.  | Thomas Müller      | Bayern Monachium                            | 12     |
| 2.  | Robert Lewandowski | Borussia Dortmund (3), Bayern Monachium (8) | 11     |
| 3.  | Manuel Neuer       | FC Schalke 04 (1), Bayern Monachium (9)     | 10     |

Poniżej lista trzech zawodników z największą ilością zdobytych bramek w Superpucharze.
Stan na 17.08.2024.
| Lp. | Piłkarz            | Klub                                        | Bramki |
| --- | ------------------ | ------------------------------------------- | ------ |
| 1.  | Robert Lewandowski | Borussia Dortmund (1), Bayern Monachium (6) | 7      |
| 2.  | Thomas Müller      | Bayern Monachium                            | 5      |
| 3.  | Wynton Rufer       | Werder Brema                                | 4      |
| 3.  | Dani Olmo          | RB Leipzig                                  | 4      |

Poniżej lista trzech trenerów z największą ilością prowadzonych meczów w Superpucharze.
Stan na 31.07.2022.
| Lp. | Piłkarz             | Klub                                              | Meczów |
| --- | ------------------- | ------------------------------------------------- | ------ |
| 1.  | Otto Rehhagel       | Werder Brema (5), 1. FC Kaiserslautern (1)        | 6      |
| 2.  | Karl-Heinz Feldkamp | 1. FC Kaiserslautern (3), Eintracht Frankfurt (1) | 4      |
| 2.  | Jupp Heynckes       | Bayern Monachium                                  | 4      |
| 2.  | Jürgen Klopp        | Borussia Dortmund                                 | 4      |

Uwagi:

- wytłuszczono zaznaczono zawodników i trenerów nadal aktywnych w Niemczech.